# Zbigniew Turski
Zbigniew Turski (Konstancin, 1 de juliol de 1908 - Varsòvia, 6 de gener de 1979) fou un compositor polonès.
El 1948 va guanyar una medalla d'or en les competències d'art de les Olimpíades per Symfonia Olimpijska ("Simfonia Olímpica").

## Música de cinema seleccionada
- El Trencanous (pel·lícula de 1967)